# Friedrich I. von Graben
Friedrich I. von Graben, auch Friedrich der Ältere (* um 1300 auf Schloss Alt-Grabenhofen; † vor 1404 auf Schloss Kornberg), aus dem Geschlecht der edelfreien Herren von Graben entstammend, war ein steirischer Edelmann. Er gilt nebst zwei Brüdern als Begründer der Kornberger Linie des Geschlechtes, und führte die Titel Herr von Kornberg, Burggraf zu Riegersburg und Gleichenberg nebst einem neuen Familienwappen.

## Biografie

### Herkunft und Familie
Friedrich wird erstmals 1300 (was sein ungefähres Geburtsdatum sein könnte) als jüngster Sohn von Burggraf Ulrich I. von Graben und seiner Ehefrau Gertrud († beide ca. 1325) genannt. Er wird anfangs noch Friedlein genannt, später zur Unterscheidung seines gleichnamigen Sohnes auch von ihm selbst Der Ältere. Er überlebte alle seine Geschwister (laut Genealogie erreichte er ein Alter von ca. 104 Jahren). Friedrich verheiratete sich mit Catarina von Sumerau (auch Catarina von Saurau, De Sommereck, von Somereck, von Summeregk genannt, Tochter eines Nicl von Sumerau oder Niklas von Somereck, St. Sumerau). Nach dem Tod seiner ersten Frau ehelichte Friedrich Katharina (Kathrein) von Fürstenfeld, Tochter des Peter von Fürstenfeld. Aus beiden Ehen hatte er folgende Kinder:
- Friedrich II. von Graben, führte die Kornberger Linie fort
- Anna von Graben (genannt 1415), ehelichte Balthasar von Idungspeug; eine andere Quelle sieht sie 1410 als Gattin des Dietmar von Peßnitz (einem Nachkommen des Hermann II. von Peßnitz)[6]
- Agnes von Graben (genannt 1380–1447), ehelichte 1380 Dietmar Peßnitzer und 1424 Ulrich von Saurau[7]
- Dorothea von Graben (genannt 1439), verheiratet mit Leonhard Wolff, Ritter und Hauptmann in Gonobitz (Gonowitz)
- N. von Graben (weiblich) (genannt 1459), Ehefrau des Andree Wolff
- N. von Graben (weiblich) (genannt 1409), Ehefrau des Hans Wieffler[7]
- Leonhard (Lienhart, Linhart) von Graben (wurde im Jahre 1441 genannt),[8] Gründer der Ersten Tiroler Linie des Geschlechts,[9] der mit Maria von Northeim, genannt 'Die Sarenteinerin' verehelicht war
- Andreas von Graben zu Sommeregg († 1463), gründete die Sommeregger Linie in Kärnten und dem heutigen Osttirol;[4] Hauptmann der Ortenburger Grafschaft sowie anderer Besitztümer der Grafen von Cilli und Cillischer Burggraf auf Ortenburg; Andreas konnte die ihm von seiner Mutter vererbte Burg Sommeregg zu seinem Familiensitz ausbauen.[10]
- Crescentia von Graben (genannt 1434/1441), ehelichte Ulrich von Würfel [Ulreich, genannt Ulman der Würffl von Rodaun, 1397-1447, Küchen- und Speisemeister der Herzöge Ernst und Albrecht von Österreich und mit diesem im Heiligen Land gewesen], der in erster Ehe mit der Salzburger Patriziertochter Darea Käuzl (Keutzl) ehrlich verbunden war. Ulrichs Vater war Niklas II. Würffel von Rodaun, unter anderem Bürgermeister von Wien.[11]

Friedrichs hatte zwei bedeutende Enkelsöhne; Ulrich III. von Graben aus der Kornberger Linie, welcher unter Kaiser Friedrich III. ein hoher Amtsträger und vertrauter Rat desselbigen war, sowie Virgil von Graben aus der Sommeregger Linie, einem der bedeutendsten Edelmänner und Amtsträger in der Grafschaft Görz und im Habsburgerreich Friedrichs III. und Maximilians I.

### Wappen

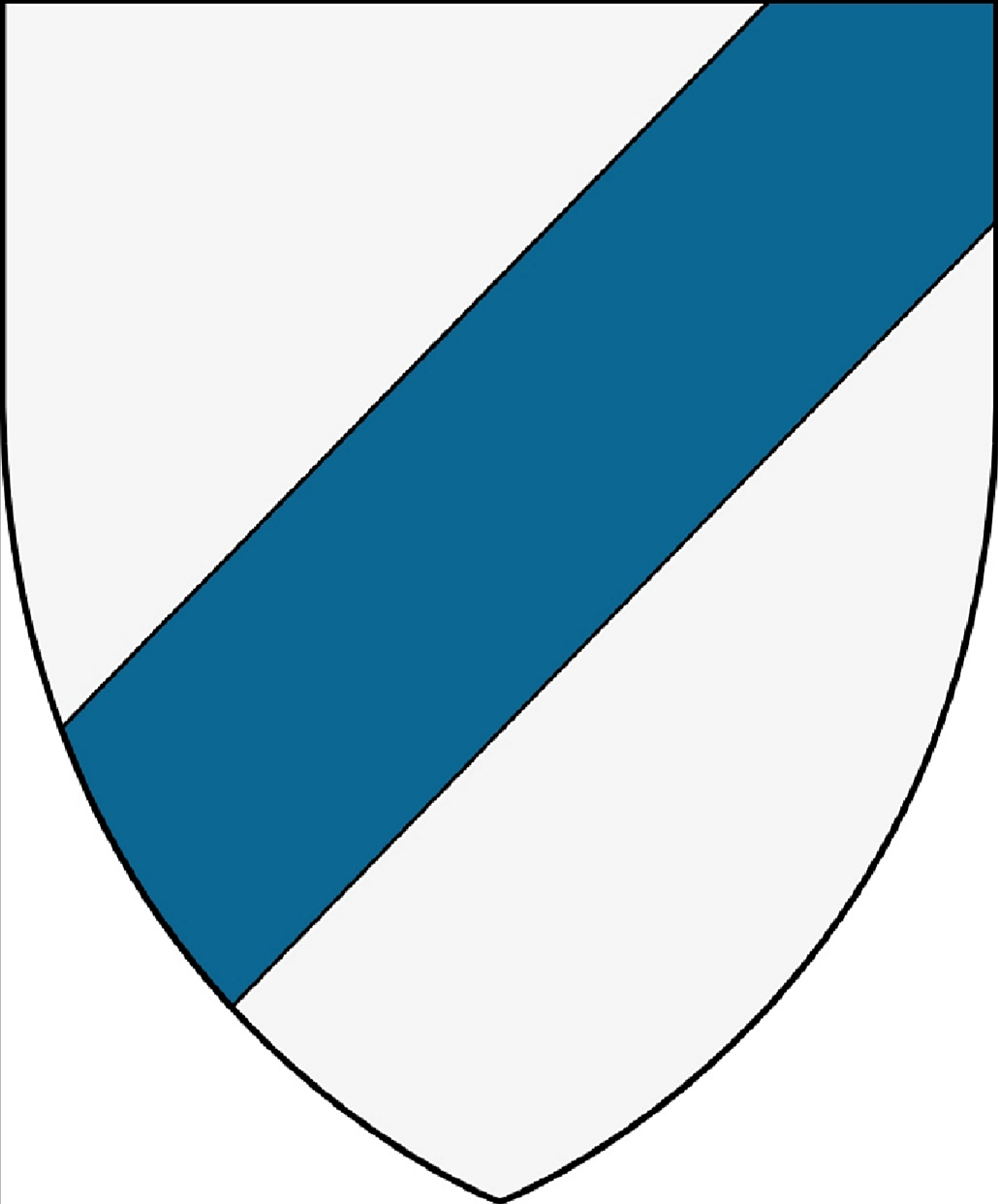
Das Herkunftswappen von Friedrich I. von Graben ist jenes der Krainer Stammlinie sowie der Konradinischen Linie am Graben (Graz)

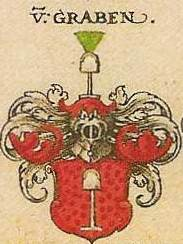
Das neue Wappen von Otto I. von Graben ist jenes der Kornberger Linie (Johann Siebmachersche Wappentafel)

Durch die große Ausbreitung der Graben, auch unter diversen Namen wie den ursprünglich steirischen Rosenberger (Orsini-Rosenberg) oder den niederösterreichischen Grabner [ab 1487 gleichwohl Grabner zu Rosenburg] im Laufe des 14. Jahrhunderts brachte diverse Abänderungen des Grabnerischen Stammwappen mit sich. Das ursprüngliche Wappen mit dem blauen Schrägrechts -resp. Schräglinksbalken auf Silber erfuhr bei der durch Friedrich von Graben neu begründeten Kornberger Linie eine Änderung hin zu einem sprechenden Wappen mit einer (aufrecht stehenden) silbernen Schaufel auf rotem Feld an. Dieses Wappen der Kornberger Linie vererbte sich an deren Abstammungen in Niederösterreich, Tirol und den Niederlanden (aber nicht in Kärnten und Osttirol).
Durch den gemeinschaftlichen Kauf von Kornberg durch die Gebrüder Otto I., Ulrich II. und Friedrich I. im Jahre 1328 von Friedrich Kornberger, samt Wappen und Zugehör, erfolgte eine (Art) Übernahme deren Wappens mit den Kornähren.
Anmerkung:
- Von seiner Mutter Gertraud von Graben (Gertravt Grabnerin) ist ihr Wappensiegel mit dem Schrägbalken aus dem Jahre 1331 erhalten.[16]

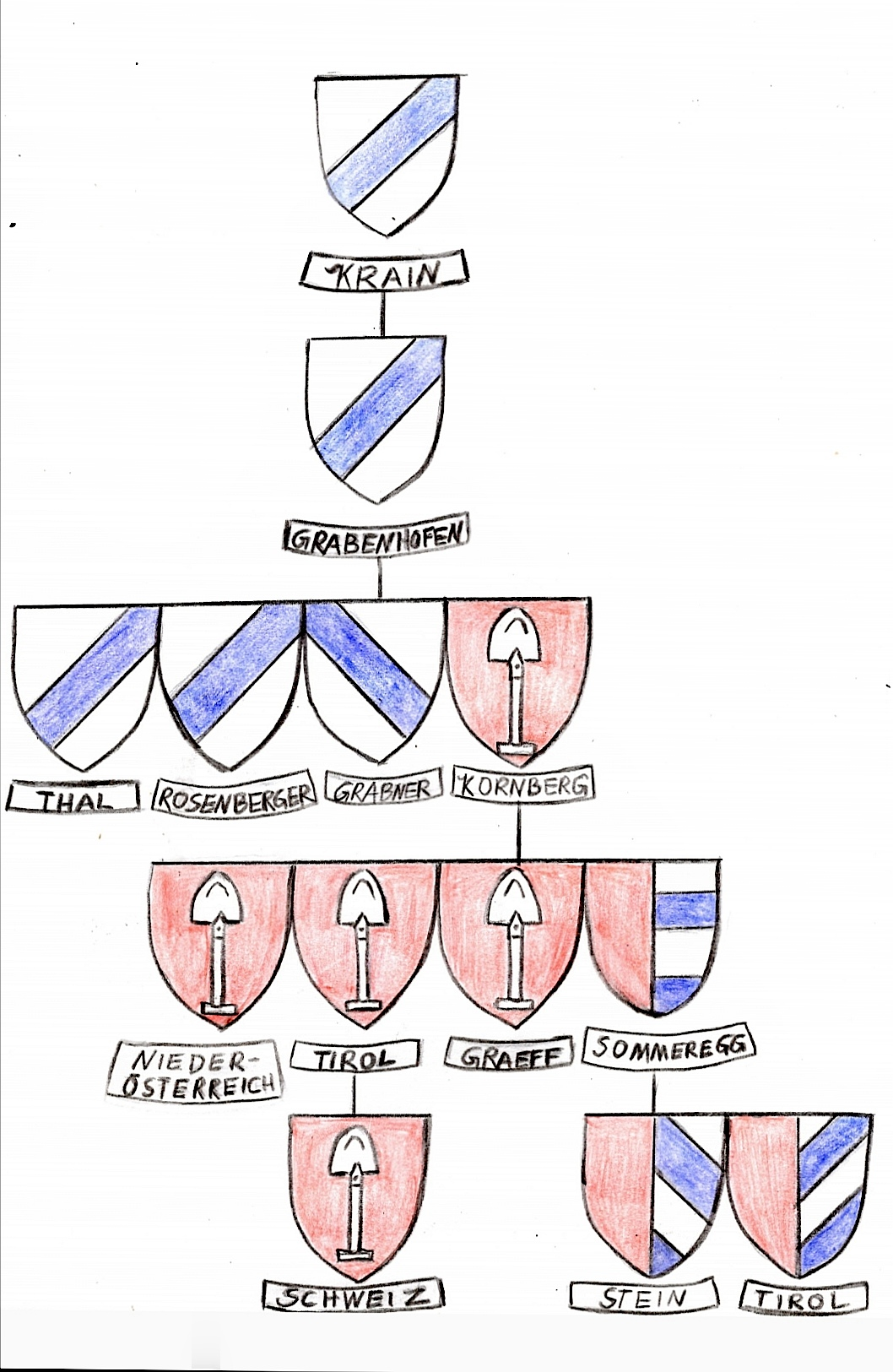
Heraldische Stammtafel der Herren von Graben sowie deren Abstammungen

### Wirken
Friedrich von Graben stiftete vor 1325 gemeinsam mit seinen Brüdern Veit, Otto I. und Ulrich II. von Graben ein Jahresvermächtnis an das Stift Rein. Im Jahre 1325 stiftete er fünfzig Mark Silber an das Stift Rein. Darauf verpflichtete sich Abt Heinrich von Sonnenberg den Gebrüdern Graben gegenüber, für deren im selben Jahr verstorbenen Vater Ulrich eine jährliche Gedächtnismesse zu lesen.

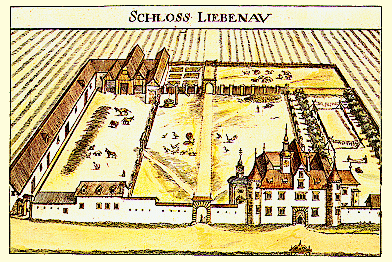
Das Schloss Liebenau im 17. Jahrhundert

1328 erstand Friedrich von Graben gemeinsam mit seinen Brüdern Otto und Ulrich von Friedrich Kornberger (Chorenberger) und dessen Söhnen Ulrich und Friedl um 150 Mark Silber die Herrschaft Kornberg und das Schlosses Kornberg, mitsamt Wappen und Zugehör. In dem Kaufbrief steht vermerkt: ..das Haus zu Kornberg und zu Edelsbach bei Kornberg, das Dorf Unterkrottendorf und den Hof zu Wetzelsdorf bei Kornberg mit dem 2. Teil Wein -und Getreidezehnt und dem Gericht daselbst. Kornberg war ein landesfürstlichen Lehen und avancierte zum Stammsitz der Graben sowie namensgebend für die steirische Linie, die Kornberger Linie. Friedrichs Nachkommenschaft besaß Herrschaft und Schloss Kornberg bis in das Jahr 1556 resp. 1564, als dieser (steirische) Familienzweig mit Andrä von Graben im Mannesstamm resp. mit dessen Schwester Anna von Graben in weiblicher Linie erlosch. Das Wappen wurde mit kaiserlicher Bewilligung an die Nachkommen und Verwandten von Anna vererbt, den Herren von Stadl.
1332 verkaufte Eckel von Friedberg den Gebrüdern Friedrich I., Otto I. und Ulrich II. von Graben den Marchdienst auf 20 Huben zu Rassendorf, dem heutigen Ratschendorf.

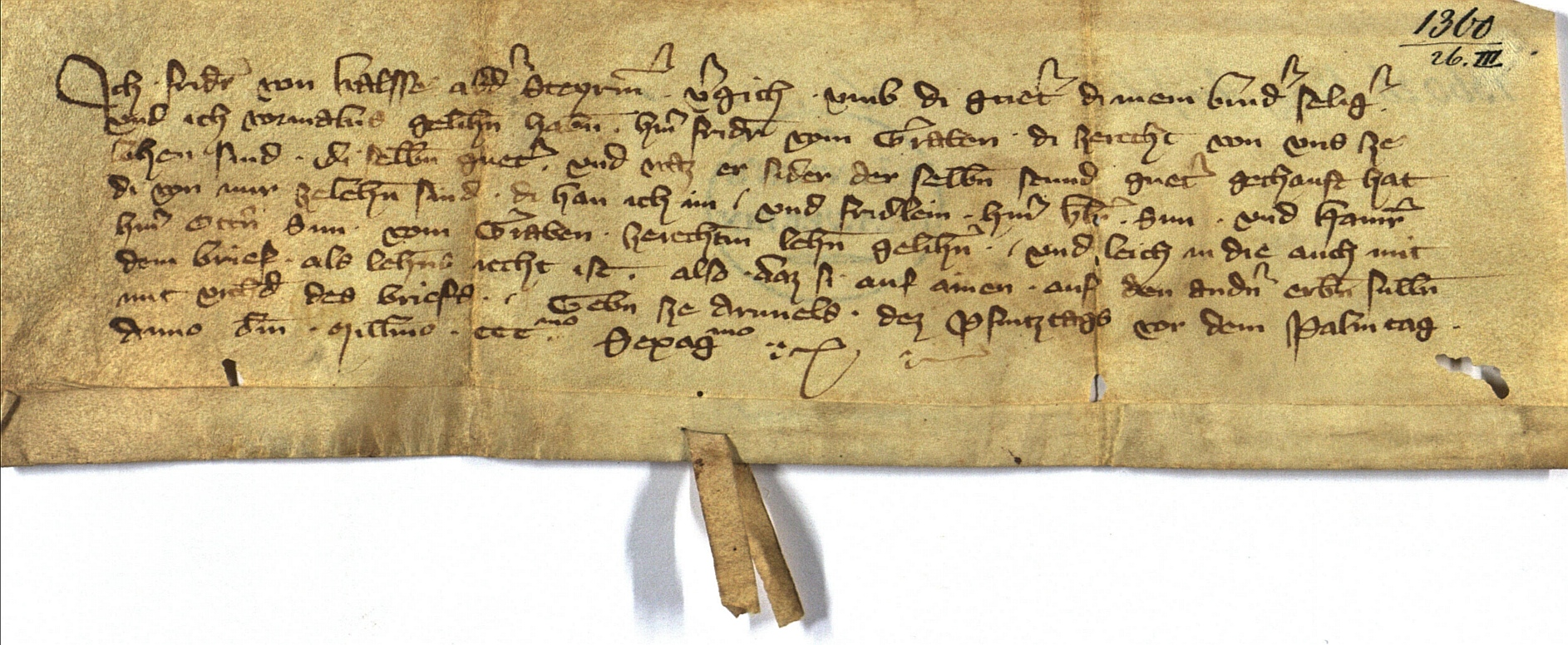
Friedrich III. von Walsse, Landeshauptmann der Steiermark belehnt Friedrich, Fridlein und Heinrich von Graben (Fridlein und Heinrich, Söhne seines Bruders Otto I. von Graben) 1360 mit den von ihnen besessenen Gütern

1359 wurde er als Schaffer des steirischen Landeshauptmannes Ulrich von Walsee vermerkt. Durch jenen wurde er 1360 und 1387 mit abgabepflichtigen Untertanen u. a. in Vatersdorf, Fischau, Obergnaß, Glatzental, Graschdorf, Jestmanndorf und Mermannsdorf belehnt. 1377 stifteten Friedrich und seine Ehefrau Katharina die Schlosskapelle zu Kornberg. Im selben Jahr scheint er auch als alleiniger Besitzer Kornbergs auf (dh dass seine Brüder allesamt verstorben waren). Im Jahre 1387, als landesfürstlicher Lehensinhaber von Vatersdorf, nutzte Friedrich oder einer seiner Diener den Edelsitz Liebenau als Sitz. 1383 wurde Friedrich von seinem Blutsfreund und Schwager Niclas von Roggendorf, dem Ehemann seiner Schwester Catrey von Graben, bei einem erblosen Tod dieses als sein Alleinerbe eingesetzt. 1354 verlieh ihm Herzog Albrecht II. für 500 Gulden das Hubmeisteramt von Graz. Herzog Rudolf IV. belehnte ihn mit der Feste Charnspach bei Ybs, das Bistum Seckau mit diversen Gütern zu Auerspach und das Bistum Freising mit Lehen am Kamersperg.
Auch mit der Konradinischen Linie am Graben, dem auf Schloss Alt-Grabenhofen residierenden Familienzweig, stand Friedrich in enger Beziehung; so siegelte Reinprecht III. vom Graben Kontrakte von seinem Vater Friedrich I. und ihm selbst, eine Heiratsurkunde von Katrey von Graben, einer Tochter (?) Friedrichs und Niclas von Roggendorf sowie im Jahre 1399 in einer Verkaufsurkunde der beiden Friedrichs an den Freisinger Bischof Berthold von Wehingen. Interessant ist, dass alle Siegel gut erhalten sind und bei den beiden Friedrichs das neuere Wappen mit dem aufrechten Spaten zeigt, bei Reinprecht aber das alte Graben-Stammwappen mit dem Schrägbalken.
In einer Urkunde von 1401 scheint Friedrich von Graben als walseeischer Verwalter (Burggraf) von Schloss Gleichenberg auf. Des Weiteren konnte Friedrich seinen Sitz auf Schloss Kornberg erheblich vergrößern, indem er von Heinrich Otto von Hohenbruck und von dessen Frau Agnes sowie von Ottos Bruder Gebhard Hochenbrucker Untertanen zu Gnieden sowie von Gabriel Pfundau und dessen Frau Adelheid Untertanen zu Radolsdorf und zudem auch von Herant von Brandis Untertanen zu Raning bezog.
Friedrich von Graben ist vor 1404 verstorben.

## Quelle
- Die Daten zu diesem Artikel wurden aus der Von Graben Forschung von Matthias Laurenz Gräff übernommen.[24]